# Mítosz (Kalapács-album)
A Mítosz a Kalapács zenekar hatodik nagylemeze, amely 2008-ban jelent meg. A lemez egyedülállónak számít a zenekar történetében az által, hogy a szövegek olyan ős-magyar témákkal foglalkoznak, mint a honfoglalás, a kalandozások és a korabeli magyar kultúra. Nem kategorizálható egyértelműen a nemzeti rock keretei közé, mivel a dalok kompozíciója, hangzása továbbra is követi a zenekartól már jól megszokott heavy-power metal vonalat. Ez volt az első olyan Kalapács-album, amelyen az összes szöveget a zenekar tagjai írták, és nem működött közre szövegíró.
Az "Összetartozunk" és a "Vérünk és verejtékünk" dalok végén részletek hallhatóak Garay János verseiből.

## Az album dalai
1. A kard - 5:32
2. Vérszerződés - 3:57
3. Hazafelé - 3:57
4. Vérünk és verejtékünk - 5:50
5. A sólymok fészke - 3:47
6. Csatadal - 3:57
7. A pusztulás dala - 5:19
8. Az a nép még mindig él - 3:47
9. Utolsó kívánság - 5:57
10. Becsület, hűség, vitézség - 4:40
11. Ősi törvény - 4:09
12. Legendák könyve - 4:18
13. Összetartozunk - 5:17

## Közreműködők
- Kalapács József - ének
- Beloberk Zsolt - dob
- Beloberk István - basszusgitár
- Sárközi Lajos - gitár
- Weisz László - gitár
- Hangmérnök: Küronya Miklós
- Zenei rendező: Weisz László
- Produkciós vezető: Hartmann Kristóf